# Lola (sång)
Lola är en poplåt komponerad av Ray Davies och utgiven som singel av musikgruppen The Kinks 1970. Den finns även med på studioalbumet Lola versus Powerman and the Moneygoround, Part One. Lola blev en stor singelhit för gruppen under hösten 1970, och den största internationella framgången de haft sedan 1967.
Låttexten rör en ung mans konfunderade möte med en person som "gick som en kvinna men talade som en man" (walked like a woman but talked like a man). Enligt Ray Davies var låten inspirerad av ett dansant möte en person i gruppens "roadcrew" hade med en crossdresser på en klubb i Paris. Brittiska public service-bolaget BBC tog ingen notis över låttextens handling, men beslöt ändå att bannlysa den första versionen av låten eftersom texten nämner Coca Cola i en strof. Detta menade BBC kunde ses som marknadsföring, och Ray Davies ändrade då i texten så att han sjöng "cherry cola" istället.

## Listplaceringar
| Lista (1970)   | Position          |
| -------------- | ----------------- |
| Australien     | 6 (Go Set)        |
| Danmark        | 4 ("Pladetoppen") |
| Finland        | 19                |
| Flandern       | 3                 |
| Frankrike      | 53                |
| Irland         | 1                 |
| Kanada         | 2                 |
| Nederländerna  | 1                 |
| Nya Zeeland    | 1                 |
| Schweiz        | 4                 |
| Storbritannien | 2                 |
| Sverige        | 5 (Kvällstoppen)  |
| Sverige        | 2 (Tio i topp)    |
| USA            | 9                 |
| Vallonien      | 17                |
| Västtyskland   | 2                 |
| Österrike      | 2                 |